# 受信者操作特性
受信者操作特性（じゅしんしゃそうさとくせい、英 Receiver Operating Characteristic, ROC）は、信号処理の概念で、観測された信号からあるものの存在を判定する際の基準となる特性である。臨床検査などでも用いられEBMの基礎をなすものの一つとなっている。受信者動作特性（じゅしんしゃどうさとくせい）、受信者応答特性（じゅしんしゃおうとうとくせい）とも訳される。

## 概要
元はレーダー技術であって、雑音の中から敵機を検出する受信者の特性を測るための方法として開発された。ここでは臨床検査の用語で説明する。

観測された検査結果の分布

ROC 曲線

右図上はある疾患について、特定の検査の検査結果の分布を、陰性者（青）、陽性者（赤）別に表示している。この例では陰性者のほうが全体的に検査結果が小さい値を示している。閾値（しきい値、カットオフポイント）を定め、その値以上の場合陽性、そうでなければ陰性だとする。閾値として B を採用すると、図のとおり4種類の判定結果に分かれる。
- 真陰性 True Negative : 陰性者を陰性と判定
- 偽陽性 False Positive : 陰性者を陽性と判定
- 偽陰性 False Negative : 陽性者を陰性と判定
- 真陽性 True Positive : 陽性者を陽性と判定

陽性者を正しく陽性として捕捉する率を敏感度 (sensitivity) または単に感度、陰性者を正しく陰性と判断する率を特異度 (specificity) と呼ぶ。また 1−特異度（＝陰性者のうち偽陽性になる率）を偽陽性率と呼ぶ。
横軸に偽陽性率、縦軸に敏感度をプロットし、しきい値を媒介変数として大から小へと変化させると、右図下のような曲線が描かれる。これをROC曲線と呼ぶ。はじめは敏感度が上がり、遅れて偽陽性度が上がる。最終的には敏感度も偽陽性度も100%になる。
検査が有効ならば、この曲線は45度の線から左上に離れる。離れれば離れるほど、検査として有効である。
ROC曲線の下の面積を AUC (Area Under the Curve) と呼び、分類モデルの評価指標として用いられる。AUC が 1 のときが最良であり、ランダムで全く無効なモデルでは 0.5 となる。AUC は C統計量 (c-statistic) と等しい。